# Jean-Marie Guiraud
Pour les articles homonymes, voir Guiraud.
Jean Marie Guiraud est un homme politique français né le 4 juin 1857 à Cuq-Toulza (Tarn) et décédé le 18 janvier 1942 à Lavaur (Tarn).

## Biographie
Médecin, maire de Lavaur de 1896 à 1941, conseiller général, il est député du Tarn de 1910 à 1919, inscrit au groupe radical-socialiste. 

## Sources
- « Jean-Marie Guiraud », dans le Dictionnaire des parlementaires français (1889-1940), sous la direction de Jean Jolly, PUF, 1960 [détail de l’édition]